# Nepomyšl
Nepomyšl (Duits: Pomeisl) is een Tsjechische vlek (městys) in de regio Ústí nad Labem, en maakt deel uit van het district Louny. Nepomyšl telt 437 inwoners (2023).

## Geschiedenis
- 1361 – De eerste schriftelijke vermelding van Nepomyšl.
- 2006 – De gemeente Nepomyšl krijgt (opnieuw) de status vlek.[1]